# Adam Kazimierz Szaniawski
Adam Kazimierz Szaniawski herbu Junosza (zm. 1725) – kasztelan lubelski w latach 1705–1725, pisarz ziemski łukowski w latach 1687–1705, podstarości lubelski w latach 1701–1705, podstarości łukowski w latach 1684–1687, komornik ziemski łukowski w 1677 roku, wojski krasnostawski w 1674 roku, pisarz grodzki łukowski w 1674 roku, poseł na sejmy.

## Życiorys
Dwukrotnie w 1674 pełnił funkcję poborcy pogłównego generalnego z województwa lubelskiego. Zapewne 13 marca 1676 otrzymał nominację na wojskiego krasnostawskiego. W 1677 obrano go poborcą podymnego w województwie lubelskim. W latach 1677–1678 sprawował urząd komornika ziemskiego lubelskiego. W 1684 został podstarościm łukowskim. W latach 1685–1686 był tenutariuszem starostwa lubelskiego. 11 września 1686 sejmik lubelski powołał go w skład sądu skarbowego ziemi łukowskiej. Przed 7 lipca 1687 dostał urząd pisarza ziemskiego łukowskiego. W maju 1688 wszedł do powołanej przez sejmik lubelski komisji do rewizji ksiąg grodzkich lubelskich. W czasie bezkrólewia po śmierci Jana III został obrany 27 lipca 1696 sędzią kapturowym województwa lubelskiego. Reprezentował ziemię łukowską w Trybunale Koronnym w kadencji 1698–1699. 13 września 1701 został obrany posłem z sejmiku lubelskiego do króla Augusta II. Poseł na sejm 1703 roku z województwa lubelskiego. Za starania o bezpieczne przechowanie ksiąg trybunalskich i grodzkich sejm ten przyznał mu 1 tysiąc talarów oraz 10 kwietnia 1704 starostwo kąkolownickie. Był konsyliarzem województwa lubelskiego w konfederacji sandomierskiej 1704 roku. 4 listopada 1705 dostał nominację na kasztelana lubelskiego. W kadencji 1709–1710 był deputatem do Trybunału Koronnego. Był uczestnikiem Walnej Rady Warszawskiej 1710 roku. Był posłem na sejm w 1712, sejm niemy w 1717 powołał Szaniawskiego w skład trybunału skarbowego. Na sejmie 1724 wyznaczony został do deputacji do konferencji z dyplomatami państw obcych. Po krewnym Feliksie Konstantym przejął patronat nad kaplicą rodową Szaniawskich w kościele Dominikanów w Lublinie. Ufundował w niej marmurową tablicę epitafijną Szaniawskich z datą 21 maja 1721. Był fundatorem kościoła w parafialnego w Trzebieszowie. Szaniawski zmarł między 8 maja a 23 sierpnia 1725, pochowany został zapewne w podziemiach rodzinnej kaplicy w Lublinie.